# Чивітелла-д'Альяно
Чивітелла-д'Альяно (італ. Civitella d'Agliano) — муніципалітет в Італії, у регіоні Лаціо,  провінція Вітербо.
Чивітелла-д'Альяно розташована на відстані близько 85 км на північ від Рима, 22 км на північ від Вітербо.
Населення — 1653 особи (2014).
Щорічний фестиваль відбувається 9 вересня. Покровитель — San Gorgonio.

## Демографія
Населення за роками:

Станом на 1 січня 2023 року в муніципалітеті офіційно проживало 112 іноземців з 21 країни, серед них 48 громадян країн Євросоюзу та 5 громадян України.

## Сусідні муніципалітети
- Альв'яно
- Баньореджо
- Кастільйоне-ін-Теверина
- Граффіньяно
- Гуардеа
- Монтеккьо
- Орв'єто
- Вітербо